# Жуков, Юрий Михайлович
Юрий Михайлович Жуков (1945—2018) — советский и российский учёный-психолог, доктор психологических наук, профессор, заслуженный профессор Московского университета.
Автор более 100 научных трудов, включая учебники и монографии.

## Биография
Родился 5 июля 1945 года в городе Сумы Украинской ССР; его отец был врачом, мать работала авиационным механиком.
После окончания средней школы Юрий несколько лет проучился в Ленинградском институте киноинженеров (ныне Санкт-Петербургский государственный институт кино и телевидения) на инженера-киномеханика. Из института был призван в Советскую армию, служил в Заполярье в качестве радиотелеграфиста, там увлекся психологией. Окончив службу, поступил на факультет психологии Московского государственного университета, который окончил в 1973 году в составе первого выпуска кафедры социальной психологии. По распределению работал в секторе социальной психологии Института психологии Академии наук СССР (ныне Институт психологии РАН). В 1973—1977 годах Юрий Жуков являлся научным сотрудником сектора социальной психологии этого института.
С 1977 года работал на кафедре социальной психологии факультета психологии родного вуза. В 1982 году защитил кандидатскую диссертацию на тему «Точность и дифференцированность межличностного восприятия», а в 2004 году — докторскую диссертацию на тему «Тренинг как метод совершенствования коммуникативной компетентности». В МГУ прошёл путь младшего научного сотрудника, научного сотрудника, старшего научного сотрудника, доцента, а с 2004 года до конца жизни — профессора.
Одновременно преподавал в МВТУ им. Баумана, Международном университете, Школе международного бизнеса при МГИМО, Институте повышения квалификации РАГС при Президенте РФ, Академии практической психологии при Российском психологическом обществе, Высшей школе международного бизнеса АНХ при Правительстве РФ, был доцентом кафедры эргономики факультета кибернетики Российского технологического университета МИРЭА. Под его научным руководством были подготовлены и успешно защищены 10 кандидатских диссертаций.
Лауреат Национальной премии в области общественных связей «Серебряный Лучник» (2017).
Умер 18 марта 2018 года.